# Arquidiócesis de Castries
La arquidiócesis de Castries (en latín: Archidioecesis Castriensis y en inglés: Roman Catholic Archdiocese of Castries) es una circunscripción eclesiástica de la Iglesia católica en Santa Lucía. Se trata de una arquidiócesis latina, sede metropolitana de la provincia eclesiástica de Castries. Desde el 11 de febrero de 2022 su arzobispo es Gabriel Malzaire.

## Territorio y organización

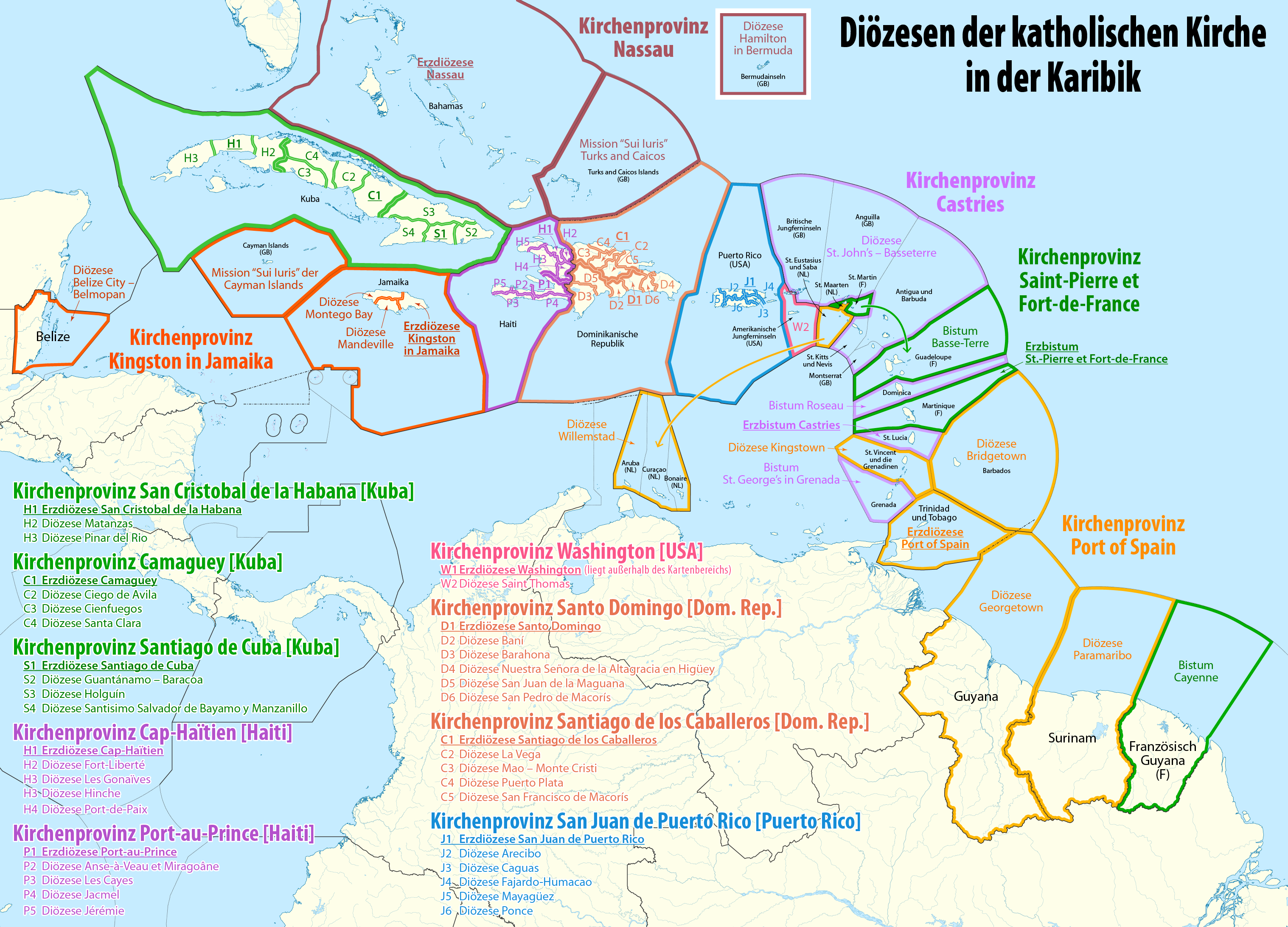
Mapa de las provincias y diócesis de las Antillas (en alemán)

La arquidiócesis tiene 617 km² y extiende su jurisdicción sobre los fieles católicos de rito latino residentes en Santa Lucía. La arquidiócesis tiene como vecinas: al norte, la arquidiócesis de Fort-de-France, al sureste, la diócesis de Bridgetown y al sur, la diócesis de Kingstown (San Vicente y las Granadinas).
La sede de la arquidiócesis se encuentra en la ciudad de Castries, en donde se halla la Catedral basílica de la Inmaculada Concepción.
La arquidiócesis tiene como sufragáneas a las diócesis de Kingstown, Roseau, Saint George en Granada y Saint John-Basseterre.
En 2023 en la arquidiócesis existían 22 parroquias.

## Historia

### Diócesis
La diócesis fue erigida 20 de febrero de 1956 mediante bula Crescit Ecclesia del papa Pío XII, desmembrando su territorio de la arquidiócesis de Puerto España, de la cual fue originalmente sufragánea.

### Arquidiócesis
El 18 de noviembre de 1974 fue elevada al rango de arquidiócesis metropolitana mediante bula Quoniam voluntas Dei del papa Pablo VI.
En mayo de 1986 recibió la visita apostólica del papa Juan Pablo II.

## Estadísticas
Según el Anuario Pontificio 2024 la arquidiócesis tenía a fines de 2023 un total de 124 735 fieles bautizados.
| Año                                                                             | Población            | Población | Población      | Sacerdotes | Sacerdotes    | Sacerdotes    | Bautizados por sacerdote | Diáconos permanentes | Religiosos | Religiosos | Parroquias |
| Año                                                                             | Bautizados católicos | Total     | % de católicos | Total      | Clero secular | Clero regular | Bautizados por sacerdote | Diáconos permanentes | Varones    | Mujeres    | Parroquias |
| ------------------------------------------------------------------------------- | -------------------- | --------- | -------------- | ---------- | ------------- | ------------- | ------------------------ | -------------------- | ---------- | ---------- | ---------- |
| 1959                                                                            | 84 721               | 92 089    | 92.0           | 19         |               | 19            | 4459                     |                      | 6          | 27         | 10         |
| 1966                                                                            | 92 500               | 99 700    | 92.8           | 27         | 1             | 26            | 3425                     |                      | 5          | 31         | 18         |
| 1970                                                                            | 97 000               | 107 570   | 90.2           | 38         | 7             | 31            | 2552                     |                      | 37         | 34         | 21         |
| 1976                                                                            | 96 280               | 110 000   | 87.5           | 32         | 7             | 25            | 3008                     | 1                    | 28         | 33         | 22         |
| 1980                                                                            | 100 000              | 120 000   | 83.3           | 27         | 5             | 22            | 3703                     | 1                    | 23         | 27         | 22         |
| 1990                                                                            | 120 990              | 142 324   | 85.0           | 36         | 14            | 22            | 3360                     | 4                    | 25         | 40         | 22         |
| 1999                                                                            | 115 000              | 147 179   | 78.1           | 31         | 17            | 14            | 3709                     | 8                    | 17         | 44         | 23         |
| 2000                                                                            | 115 000              | 147 179   | 78.1           | 29         | 18            | 11            | 3965                     | 8                    | 14         | 41         | 23         |
| 2001                                                                            | 116 149              | 147 179   | 78.9           | 29         | 16            | 13            | 4005                     | 8                    | 19         | 42         | 22         |
| 2002                                                                            | 100 243              | 157 775   | 63.5           | 27         | 15            | 12            | 3712                     | 9                    | 18         | 42         | 22         |
| 2003                                                                            | 100 243              | 157 775   | 63.5           | 27         | 14            | 13            | 3712                     | 9                    | 19         | 47         | 22         |
| 2004                                                                            | 100 243              | 157 775   | 63.5           | 28         | 14            | 14            | 3580                     | 9                    | 20         | 47         | 22         |
| 2006                                                                            | 100 243              | 157 775   | 63.5           | 31         | 18            | 13            | 3233                     | 13                   | 20         | 35         | 22         |
| 2013                                                                            | 102 307              | 165 313   | 61.9           | 27         | 17            | 10            | 3789                     | 11                   | 12         | 45         | 22         |
| 2016                                                                            | 105 256              | 181 273   | 58.1           | 23         | 12            | 11            | 4576                     | 11                   | 12         | 40         | 22         |
| 2019                                                                            | 126 317              | 180 454   | 70.0           | 28         | 16            | 12            | 4511                     | 21                   | 13         | 38         | 16         |
| 2021                                                                            | 127 800              | 183 627   | 69.6           | 29         | 16            | 13            | 4406                     | 24                   | 19         | 36         | 22         |
| 2023                                                                            | 124 735              | 180 321   | 69.2           | 25         | 12            | 13            | 4989                     | 26                   | 23         | 34         | 22         |
| Fuente: Catholic-Hierarchy, que a su vez toma los datos del Anuario Pontificio. |                      |           |                |            |               |               |                          |                      |            |            |            |

### Vida consagrada
En el territorio de la diócesis, desempeñan su labor carismática religiosos y religiosas, de varios institutos de vida consagrada y sociedades de vida apostólica. Entre otros, en Santa Lucía están presentes: la Orden de Predicadores (dominicos) y las Hermanas de Nuestra Señora de los Dolores (Franciscanas de la Dolorosa).

## Episcopologio

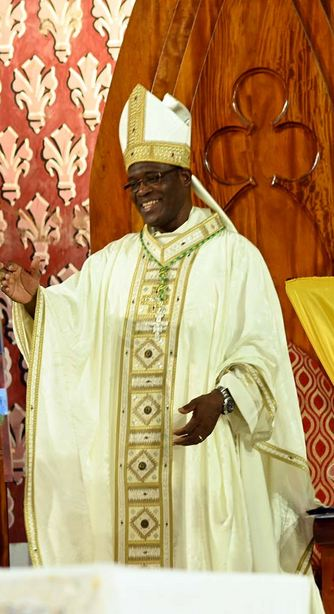
Gabriel Malzaire, arzobispo de Castries desde 2022

- Charles Alphonse H. J. Gachet, F.M.I. † (14 de enero de 1957-18 de noviembre de 1974 renunció)
- Patrick Webster, O.S.B. † (18 de noviembre de 1974-10 de mayo de 1979 renunció)
  - Sede vacante (1979-1981)
- Kelvin Edward Felix (17 de julio de 1981-15 de febrero de 2008 retirado)
- Robert Rivas, O.P. (15 de febrero de 2008-11 de febrero de 2022 retirado)
- Gabriel Malzaire, desde el 11 de febrero de 2022